# Országok zászlóinak képtára
Az alábbi galéria a független államok zászlajait mutatja be. Az államok nemzeti jelképei hivatalosan megadott arányaikban láthatóak a képtár egyes mezőiben. Szaúd-Arábia, Irak és Irán zászlóinak kivételével mindegyik lobogónak a zászlórúd felőli oldala van balról. Az említett három országban a lobogók jobb oldala található a rúd felőli oldalon.
A Á B C Cs D Dz Dzs E É F G Gy H I Í J K L Ly M N Ny O Ó Ö Ő P Q R S Sz T Ty U Ú Ü Ű V W X Y Z Zs